# Josse Lieferinxe

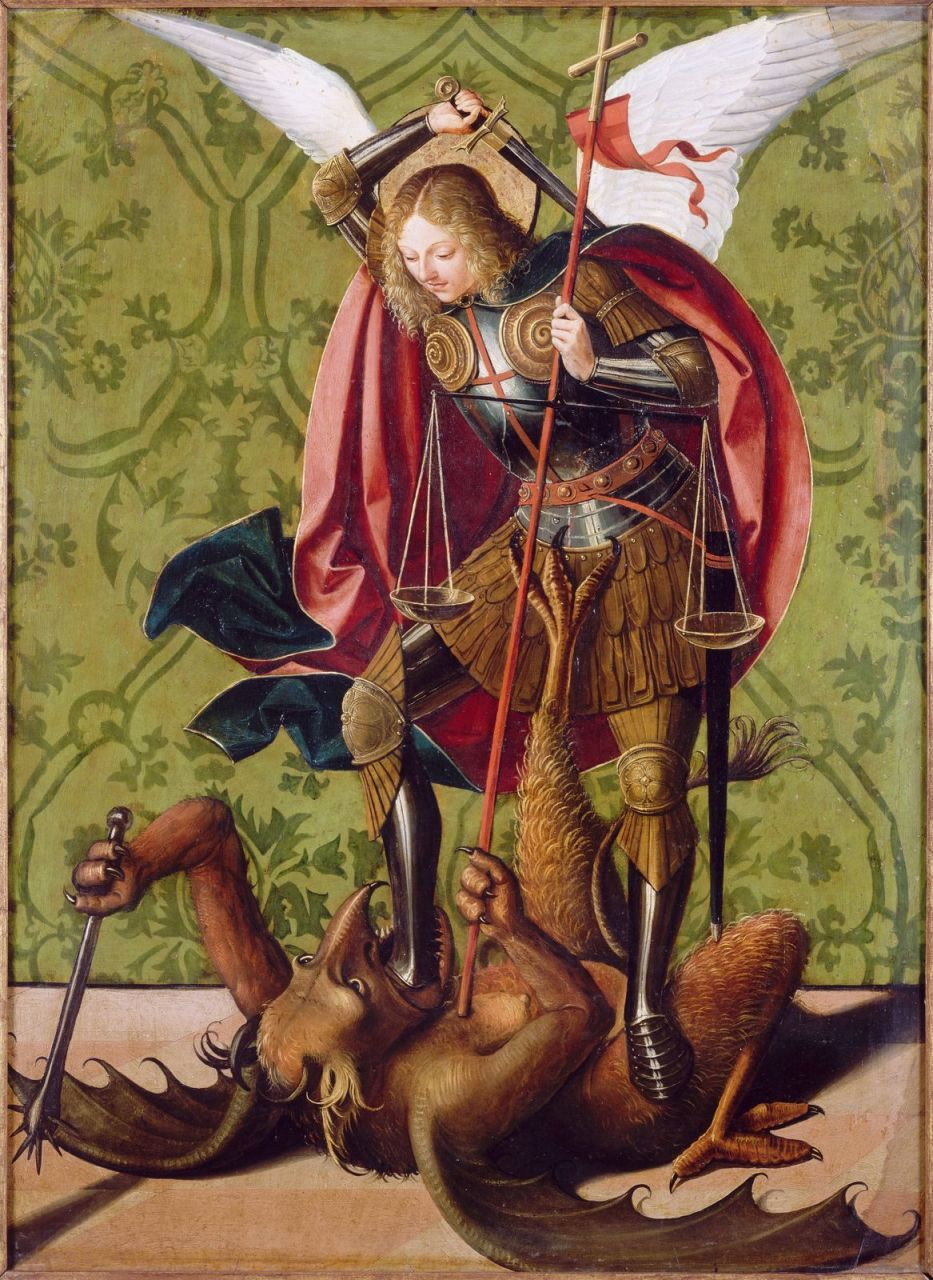
San Michele trafigge il drago, ca. 1500, olio su tavola, Musée du Petit Palais, Avignone

Josse Lieferinxe (fl. XV-XVI secolo) è stato un pittore francese, documentato dal 1493 al 1503-1508, già noto come "Maestro di San Sebastiano", appartiene alla così detta "scuola provenzale" del XV secolo.

## Vita e profilo artistico

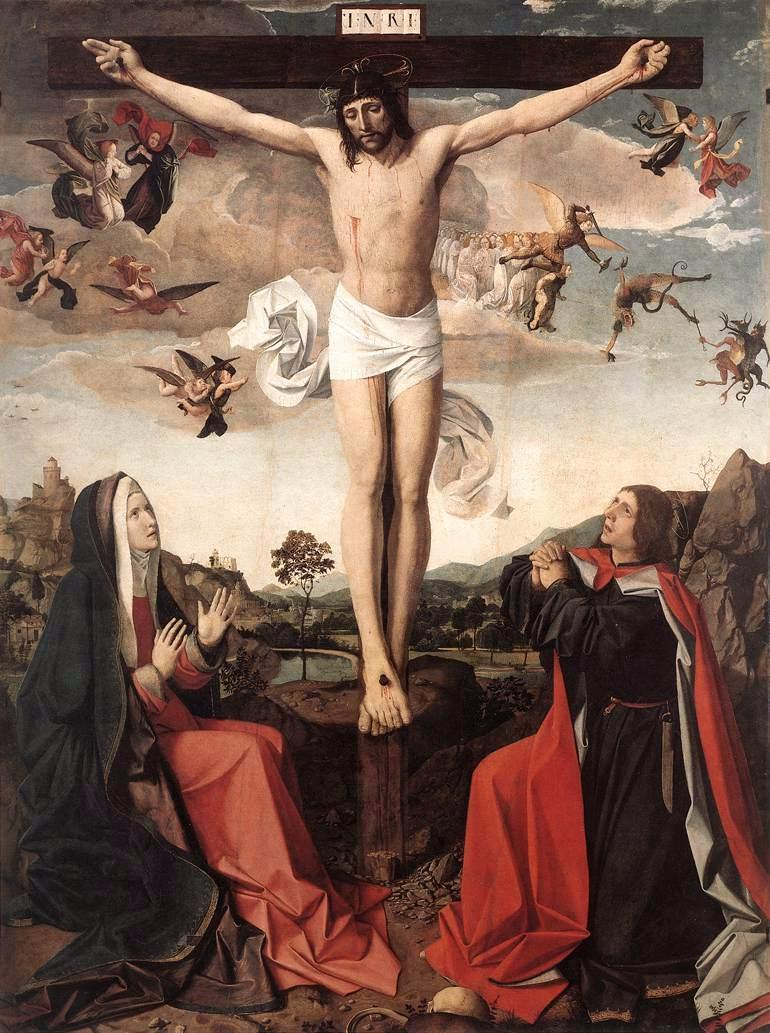
Crocifissione, ca. 1500, olio su tavola, Museo del Louvre, Parigi

Sembra essere nato nella diocesi di Cambrai, nella contea di Hainaut, che faceva parte allora dei territori sotto il dominio dei duchi di Borgogna. Il suo nome suggerisce che egli o i suoi recenti antenati fossero originari di Lieferingem, vicino ad Enghien.

È documentato come pittore "piccardo" (pictorem piccardum) o come pictori alamano provincialiter nelle regioni di Avignone e Marsiglia nel tardo XV secolo sino ai primi anni del Cinquecento, ed in Provenza a partire dal 1493. È dunque uno di quegli artisti della scuola provenzale o avignonese, com'erano stati prima di lui Barthelemy d'Eyck e Enguerrand Quarton, artisti provenienti dal nord delle Francia o dalle Fiandre, con i quali egli condivide molte scelte stilistiche.
Nel 1503 sposò Michele Changenet, figlia del pittore Jean Changenet, maestro avignonese. Risulta ancora in vita nel 1505; mentre si apprende che è morto da un documento del 1508, quando il cugino ed erede Hans Clemer rileva la commessa di un polittico rimasto incompiuto.
Prima di essere chiaramente identificato dallo storico dell'arte francese Charles Sterling, Josse Lieferinxe era conosciuto con il nome convenzionale di Maestro di San Sebastiano, dal retablo - oggi smembrato e disperso tra differenti sedi museali - contenente tavole con episodi della vita di San Sebastiano. Si tratta di un grande polittico egli dipinse nel 1497 per la chiesa di Nôtre Dame des Accoulés a Marsiglia; un contratto redatto dal committente a favore del pittore piemontese Bernardino Sismondi e di Josse Lieferinxe, offre anche una descrizione dettagliata di come doveva essere realizzato.
 
Sempre di Charles Sterling è l'attribuzione a Josse Lieferinxe delle tavole superstiti di un altro retablo smembrato e disperso, raffiguranti scene della vita della Vergine (le tavole sono dipinte anche sul retro ove compaiono figure di santi, messe in risalto su uno sfondo di broccato).

Già Sterling aveva messo in evidenza come i due retabli mostrino, sotto il profilo del linguaggio pittorico, oltre agli evidenti legami stretti con la pittura fiamminga (condivisa con gli altri artisti "scuola provenzale"), anche una qualche familiarità con l'arte italiana, ed in particolare con la cultura bramantesca milanese.
Il catalogo delle opere di Lieferinxe è andato (non senza controversie) ampliandosi di nuove attribuzioni, alcune delle quali, come la Crocifissione del Louvre, e soprattutto la tavola con Abramo visitato da tre angeli al Denver Art Museum, pongono in evidenza la esigenza di approfondire le influenze dell'arte italiana, sino a valutare i legami con Antonello da Messina.

## Opere
- Altare di san Sebastiano, 1497, olio su tavola:
  - San Sebastiano di fronte a Diocleziano, Museo dell'Ermitage, San Pietroburgo.
  - San Sebastiano abbatte gli idoli; Martirio di San Sebastiano; San Sebastiano curato da Irene; Morte di San Sebastiano immagini, 81.3x54.8 cm., Philadelphia Museum of Art, Filadelfia;
  - San Sebastiano intercede a favore degli appestati, immagine, 81.8x55.4 cm., Walters Art Gallery, Baltimora;
  - Pellegrini sulla tomba di San Sebastiano, immagine, 82x55 cm., Galleria nazionale d'arte antica, Roma.
- Retablo con la Vita della Vergine, olio su tavola:
  - Annunciazione, (sul retro San Michele trafigge il drago); Circoncisione, (sul retro Santa Caterina d'Alessandria), Musée du Petit Palais, Avignone;
  - Matrimonio della Vergine immagine[collegamento interrotto], 80x60 cm., Musées Royaux des Beaux-Arts de Belgique, Bruxelles;
  - Adorazione del Bambino immagine, (sul retro frammento di un Santo Vescovo); Visitazione immagine, (sul retro frammento di Santa Lucia), 38,7x47,5 cm., Museo del Louvre, Parigi.
- Abramo visitato da tre angeli immagine, ca. 1500, Denver Art Museum, Denver.
- Crocifissione, ca. 1500, olio su tavola, 170x126 cm., Museo del Louvre, Parigi.
- Ecce Homo immag. b/n, tempera su tela, 136x199 cm., Pinacoteca ambrosiana, Milano.
- Pietà, collez.museo -immag. b/n Archiviato il 15 gennaio 2010 in Internet Archive., olio su tavola, 60,5x74,3 cm., Koninklijk Museum voor Schone Kunsten, Anversa